# Jokerman
Jokerman är en låt skriven och framförd av Bob Dylan. Den släpptes 1983 som singel och inledde albumet Infidels samma år.
Dylan avslutade det föregående albumet Shot of Love med det hyllade spåret Every Grain of Sand och börjar nästa album med ett nytt. Och eftersom Dylans tre tidigare album var religiöst präglade menar de flesta kritiker att "Jokerman" även bygger på Jesus och kristendomen. Men man har också sagt att det finns rader i texten som är om populister som är för oroade om sitt yttre ("Michelangelo could've carved your features"). Vissa kritiker säger även att låten är en listig protestsång mot politiken.
Larry Sloman och George Lois gjorde senare en video till "Jokerman", där det visas bilder som passar till texten. I refrängen ser man Dylan själv sjunga på låten.

## Album
- Infidels
- Bob Dylan's Greatest Hits Volume 3 - 1994
- The Essential Bob Dylan - 2000
- The Best of Bob Dylan - 2005
- Dylan - 2007